# Marfilmes
Marfilmes és una empresa de distribució amb seu a Lisboa, que s'especialitza en la distribució de pel·lícules i documentals en llengua portuguesa amb especial èmfasi en la producció d'Àfrica. Marfilmes ha enriquit considerablement els seus fons de pel·lícules clàssiques africanes gràcies a la seva cooperació amb l’African Film Library. Una restauració de la qualitat dels negatius originals li permet oferir títols rars i valuosos de diferents orígens i llengües d'aquest continent, mentre manté una relació especial amb la producció portuguesa.
Marfilmes té una àmplia experiència en el cinema portuguès, contribuint a fer que els anys de col·laboració exclusiva amb Rádio e Televisão de Portugal (RTP), la televisió estatal portuguesa.

## Pel·lícules africanes distribuïdes per Marfilmes
| Country           | Director                            | Films                                        | Year |
| Regne Unit        | Amy Hardie i Arthur Howes           | Kafi's Story                                 | 1989 |
| Cap Verd          | Ana Ramos Lisboa                    | Amílcar Cabral                               | 2001 |
| Regne Unit        | Arthur Howes                        | Nuba Conversations                           | 2000 |
| França            | Christian Lajoumard                 | Les enfants du Noma                          | 2005 |
| Mali              | Falaba Issa Traoré                  | Bamunan                                      | 1990 |
| Portugal          | Fernando Vendrell                   | O Gotejar da Luz                             | 2002 |
| Guinea Bissau     | Flora Gomes                         | Mortu Nega                                   | 1988 |
| Guinea Bissau     | Flora Gomes                         | Udju Azul di Yonta                           | 1992 |
| Portugal i Angola | Inês Gonçalves i Kiluanje Liberdade | Histórias de Luanda - Oxalá cresçam pitangas | 2007 |
| Portugal i Angola | Inês Gonçalves i Kiluanje Liberdade | Tchiloli, Máscaras e Mitos                   | 2009 |
| Portugal i Angola | Inês Gonçalves i Kiluanje Liberdade | Luanda, a Fábrica da Música                  | 2009 |
| Moçambic          | Isabel Noronha                      | Ngwenya, o Crocodilo                         | 2007 |
| Rep. del Congo    | Jean-Michel Tchissoukou             | M'Pongo                                      | 1982 |
| Camerun           | Jean-Pierre Dikongué Pipa           | Muna Moto                                    | 1975 |
| Camerun           | Jean-Pierre Dikongué Pipa           | Le Prix de la Liberté                        | 1978 |
| Camerun           | Jean-Pierre Dikongué Pipa           | Histoires drôles, drôles de gens             | 1983 |
| Camerun           | Jean-Pierre Dikongué Pipa           | Badiaga                                      | 1987 |
| Portugal          | Jorge António                       | Outras frases                                | 2003 |
| Cap Verd          | Júlio Silvão Tavares                | Batuque, the Soul of a People                | 2007 |
| Regne Unit        | Karen Boswall                       | Marrabenta Stories                           | 2004 |
| Costa d'Ivori     | Kozoloa Yeo                         | Petanqui                                     | 1983 |
| Cap Verd          | Leão Lopes                          | O Ilhéu de Contenda                          | 1995 |
| Burundi           | Léonce Ngabo                        | Gito l'ingrat                                | 1992 |
| Moçambic          | Licínio Azevedo                     | A Guerra da Água                             | 1995 |
| Moçambic          | Licínio Azevedo                     | A ponte                                      | 2001 |
| Moçambic          | Licínio Azevedo                     | Desobediência                                | 2002 |
| Moçambic          | Licínio Azevedo                     | Mãos de barro                                | 2003 |
| Moçambic          | Licínio Azevedo                     | Acampamento de Desminagem                    | 2005 |
| Moçambic          | Licínio Azevedo                     | O Grande Bazar                               | 2006 |
| Moçambic          | Licínio Azevedo                     | Hóspedes da Noite                            | 2007 |
| Moçambic          | Licínio Azevedo                     | A Ilha dos Espíritos                         | 2010 |
| Brasil            | Luciana Hees                        | O salão azul                                 | 2011 |
| Níger             | Moustapha Alassane                  | F.V.V.A.: Femmes Voitures Villas Argent      | 1972 |
| Níger             | Moustapha Alassane                  | Toula ou le génie des eaux                   | 1973 |
| Níger             | Oumarou Ganda                       | Saitane                                      | 1973 |
| Níger             | Oumarou Ganda                       | L'Exilé                                      | 1980 |
| Costa d'Ivori     | Roger Gnoan M'Bala                  | Ablakon                                      | 1986 |
| Costa d'Ivori     | Roger Gnoan M'Bala                  | Bouka                                        | 1988 |
| Costa d'Ivori     | Roger Gnoan M'Bala                  | Le Dipri                                     | 2009 |
| Costa d'Ivori     | Roger Gnoan M'Bala                  | Le Peuple Niambwa                            | 2009 |
| Suècia            | Solveig Nordlund                    | Comédia Infantil                             | 1998 |
| Portugal          | Teresa Prata                        | Terra Sonâmbula                              | 2007 |